# Die Kassette
Die Kassette ist der zweite Teil einer 14-teiligen Serie mit Sherlock Holmes als Hauptfigur. Hugo Flink spielte Sherlock Holmes, Regie führte Carl Heinz Wolff.

## Hintergrund
Produziert wurde der Film von Wolffs eigener Gesellschaft Kowo. Die Länge des Films beträgt vier Akte mit einer Gesamtlänge von 1323 bzw. 1214 Meter, das entspricht ca. 72 bzw. 66 Minuten. Von der Berliner Polizei wurde er mit einem Jugendverbot belegt (Nr. 41070), die Münchner Polizei erlaubte keine Ankündigung als Detektivfilm (Nr. 25810, 25811, 25812, 25813). Die Reichsfilmzensur München erließ am 12. Oktober ebenfalls ein Jugendverbot (Nr. 763).